# Brigades Internacionals
Les Brigades Internacionals foren unitats militars formades per voluntaris d'esquerra vinguts d'arreu del món per lluitar contra el feixisme en la Guerra Civil espanyola, a favor de la República i en contra dels militars del general Franco reforçats pels règims totalitaris d'Alemanya i Itàlia.
Segons dades d'estudis realitzats als Estats Units pel Batalló Abraham Lincoln i per l'historiador Andreu Castells, van arribar a participar un total de 59.380 brigadistes estrangers; posteriorment l'historiador Hugh Thomas va rebaixar la xifra fins a 40.000 combatents, tot i que les investigacions més recents de Michael Lefebvre i Rémi Skoutelsky hi van participar 34.111 individus dels quals 32.165 eren inter brigadistes i la resta "elements repartits a l'exèrcit espanyol", les investigacions provenen d'arxius de la Komintern i s'ha corroborat per un informe del servei secret militar rus del mariscal Kliment Voroixílov, comissari de Defensa soviètic, el 26 de juliol de 1938 en el que es diu que la Komintern va registrar a 31.369 voluntaris a les Brigades Internacionals durant tot el transcurs de la guerra.
Al mateix temps els internacionals mai van arribar a passar de 20.000 soldats al front durant la guerra (es calcula que hi va haver entre 12.000 i 15.000 soldats al front). La nacionalitat més nombrosa sempre va ser la francesa, amb gairebé 10.000 brigadistes, la major d'ells de la zona de París. Van morir almenys 15.000 brigadistes.
La majoria no eren soldats, sinó treballadors reclutats voluntàriament pels partits comunistes (Comintern) o veterans de la Primera Guerra Mundial. En un uniforme reservat presentat a la resta de membres del govern britànic al gener de 1937, el secretari de la Foreign Office Anthony Eden va comparar els brigadistes amb les forces de la Italia feixista o l'Alemanya nazi que donaven suport al bàndol franquista: "Es cert que també han creuat la frontera francesa voluntaris amb en un nombre considerable. Però són d'una categoria diferent. No estan organitzats, no tenen experiència militar, i en la seva gran majoria no estar armats ni equipats.
La seva base estava ubicada a la Base de Los Llanos, a Albacete. Les Brigades Internacionals van participar en les més cruentes batalles de la guerra com a unitats de xoc, fins que el 23 de setembre del 1938 es retiraren del conflicte a causa de la pressió de la comunitat internacional a través del Comitè de No-intervenció, després d'haver patit enormes baixes.
| «                        | Mai cap home ha estat enterrat amb més honor que aquells que van morir a Espanya. | » |
| — Ernest Hemingway, 1939 |                                                                                   |   |

## Història

### Antecedents
Les Brigades Internacionals no van ser, al contrari del que és sol creure, ni els primers ni els únics voluntaris estrangers que van partir a lluitar cap a Espanya a favor de la República. Abans de la seva formació (l'octubre de 1936) hi havia a la Península un numero, no molt elevat, de combatents estrangers, que es podria dir que van lluitar des del dia de l'aixecament. Alguns d'ells ja residien a Espanya abans del cop d'estat del 18 de juliol i majoritàriament venien de països amb governs feixistes (o pseudo-feixistes), d'on havien vist obligats a exiliar-se per la seva militància progressista, socialista, comunista o anarquista. Per aquesta raó, els dos principals països d'origen d'aquests primers voluntaris estrangers eren d'Alemanya i Itàlia.

### Formació

Emblema de les brigades internacionals

L'inici de l'ajuda a la causa republicana espanyola mitjançant la tramesa de combatents fou a Moscou el 1936, quan el Partit Comunista de la Unió Soviètica començà a captar voluntaris disposats a combatre la revolta militar iniciada a Espanya.
Inicialment, aquestes tropes foren rebutjades pel govern de la República, però més tard, l'octubre d'aquell mateix any, veient les dificultats per sufocar l'alçament, van ser acceptades. La seu internacional de reclutament es va establir a París, organitzada pel Partit Comunista de la Unió Soviètica i el Partit Comunista Francès, des d'on eren enviats en tren a Albacete on hi havia la base dels brigadistes.
Els primers brigadistes començaren a arribar el 14 d'octubre de 1936 procedents sobretot de França, Alemanya, Bèlgica i Itàlia. Foren els que constituïren les primeres brigades XI, XII i XIII, dins les quals s'organitzaven en batallons que agrupaven els membres de la mateixa nacionalitat per tal de facilitar-ne la comunicació. Cal apuntar que molts brigadistes alemanys i italians s'allistaren per tal de fer el primer pas en la lluita contra el nazisme i el feixisme creixent en els seus països.
Les primeres unitats a entrar en combat, tanmateix, es formaren amb atletes que es trobaven a Barcelona per a participar en l'Olimpíada Popular organitzada per Lluís Companys. Fou, de fet, un atleta austríac anomenat Mechter el primer brigadista mort en la lluita als carrers de Barcelona el 19 de juliol.

### Principals batalles on participaren
Les primeres accions de combat en les que participaren les brigades internacionals XI, XII i XIV foren en la defensa de Batalla de Madrid, des del 4 de novembre del 1936 fins al febrer del 1937, en el decurs de la primera ofensiva franquista sobre la capital, un cop ocupades Getafe i Leganés. Els 1.550 homes i dones (1.628 segons els arxius soviètics) que s'hi destinaren van crear el quarter general a la facultat de filosofia i lletres i van enfrontar-se a les forces de Varela als voltants de la Casa de Campo, en els accessos a Madrid des de la carretera de València, en la defensa de la Ciutat Universitària i en els accessos a la Serra de Guadarrama.
En la batalla del Jarama, la XV Brigada Internacional -formada per russos, nord-americans i britànics, entre d'altres- va contenir l'ofensiva per conquerir Madrid des del sud de les tropes franquistes. Els enfrontaments van ser des del 6 fins al 27 de febrer del 1937. Com a la Batalla de Madrid van tenir un paper exemplar i decisiu. Uns centenars de britànics van resistir tota la nit del 12 de febrer a l'anomenat "turó del suïcidi" ells sols, amb totes les trinxeres de rereguarda desertes.
Les brigades XI i XII es van enfrontar a 30.000 homes, 80 carros de combat i 200 peces d'artilleria a la batalla de Guadalajara que tingué lloc el 9 de març del 1937. L'ofensiva iniciada per les tropes italianes per tal d'entrar a Madrid pel nord va causar gran quantitat de baixes entre les brigades republicanes.
També van participar en altres batalles com la de Belchite, la de Brunete, la de Terol, la d'Aragó o la de l'Ebre.

### La retirada ordenada pel Comitè de No-intervenció
El 1938, el Comitè de No-intervenció va ordenar la retirada de les Brigades Internacionals
i el 23 de setembre les forces democràtiques internacionals es retiraren, rentant-se les mans amb el pretext de no interferir en un assumpte intern, tancant els ulls a les ajudes dels feixismes italià i alemany al cop militar contra les institucions constitucionals de la República.
La retirada va ser denunciada pel President de la República, el Doctor Negrín el 21 de setembre de 1938 a la Societat de les Nacions, que condemnà el cop militar, però no va atendre les peticions d'ajuda. Malgrat la retirada de les forces internacionals voluntàries, l'ajuda militar dels governs italià i alemany a Franco continuaren fins al final de la guerra.
El mes d'octubre a la ciutat de Barcelona més de 250.000 persones van acomiadar als brigadistes, en un multitudinari acte on feu el discurs de comiat de la històrica dirigent del Partit Comunista Dolores Ibárruri, la Pasionaria,

### Condemnes internacionals al règim franquista
A la primera Conferència Internacional de les Nacions Unides (San Francisco, 1945) la Generalitat de Catalunya a l'exili va tornar a exposar la situació de Catalunya. Per aquella condemna, Espanya fou rebutjada com a membre de la Societat de Nacions el mateix any 1945, i no fou acceptada fins deu anys més tard.
El 12 de desembre del 1946 la 59a sessió plenària de les Nacions Unides recomanà que el govern feixista de Franco a Espanya, calcat dels de Hitler i Mussolini fos exclòs com a membre de les Nacions Unides i la retirada immediata dels ambaixadors a Madrid, fins que es constituís un nou govern acceptable.

## Organització

### Nombre i procedència

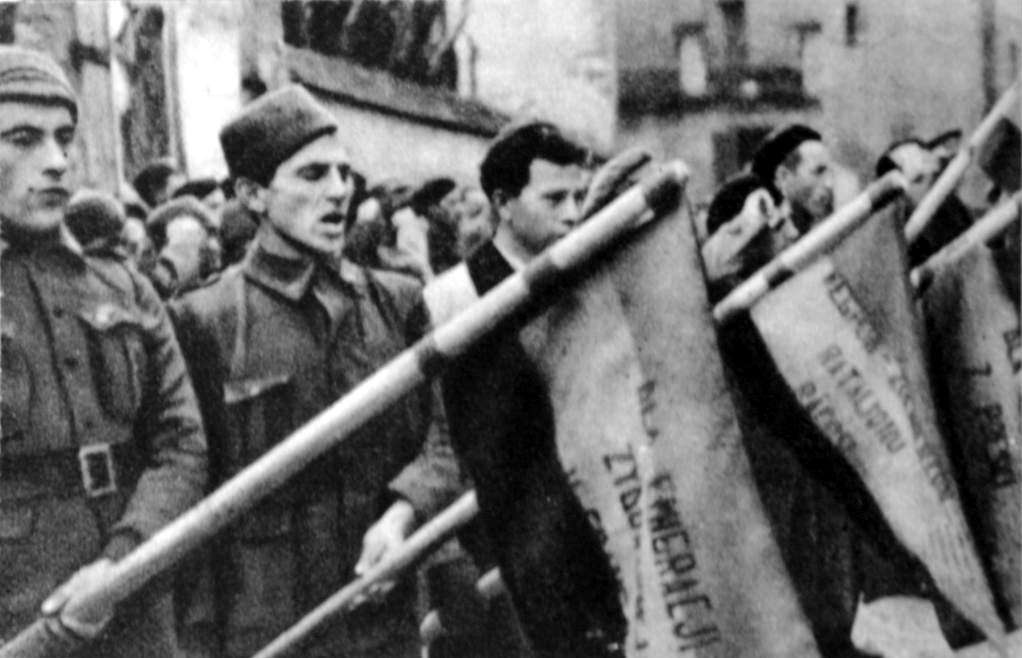
Voluntaris polonesos de la Brigada Jarosław Dabrowski

Segons estudis fets per l'Associació americana d'amics de l'Abraham Lincoln Brigade, va haver-hi uns 59.380 voluntaris mobilitzats entorn de l'ajuda internacional al govern de la República, procedents de 54 països d'arreu del món i dels quals uns 35.252 foren combatents, tot i que mai foren més de 20.000 a l'hora.
El nombre de baixes fou molt alt, calculat en unes 9.934 persones, a conseqüència de la seva consideració d'unitats de xoc i la seva participació en les més cruentes batalles de la guerra on se les va enfrontar a les millors tropes de l'exèrcit, fortament militaritzat, de Franco. Sovint s'hagueren d'enfrontar en pèssimes condicions relatives a l'estratègia (batallons sencers foren anihilats abans d'entrar en combat) i a la baixa qualitat de l'armament de què disposaren.
A diferència dels exèrcits regulars marroquins, italians i alemanys que ajudaren Franco, els brigadistes internacionals generalment no foren soldats, sinó treballadors i idealistes d'esquerra reclutats sobretot pels partits comunistes i en alguns casos veterans de la Primera Guerra Mundial.

### Numeració de les Brigades
La numeració de les brigades internacionals començà amb l'11 (XI) perquè, anteriorment, ja s'havien creat deu brigades formades per combatents de l'Estat espanyol. Les successives unitats que es constituïren foren:
- XI Brigada, anomenada Thälmann. Formada l'octubre de 1936.
  - 1r Batalló Edgar André. Alemanys, austríacs, eslaus, balcànics, escandinaus i flamencs.
  - 2n Batalló Comuna de París. Francesos i belgues. Traslladats posteriorment a la XIV Brigada.
  - 3r Batalló Dombrowski. Polonesos, hongaresos i iugoslaus. Traslladats posteriorment a les Brigades XII, XIII i 150a.

- XII Brigada, anomenada Garibaldi. Formada el novembre de 1936.
  - 1r Batalló Thälmann. Alemanys. Traslladats posteriorment a la XI Brigada.
  - 2n Batalló Garibaldi. Italians.
  - 3r Batalló André Marty. Francesos i belgues. Traslladats posteriorment a les brigades 150a, XII i XIV.

- XIII Brigada, anomenada Dabrowsky. Formada el desembre de 1936.
  - 1r Batalló Louise Michel. Francesos i belgues. Traslladats posteriorment a la XIV Brigada.
  - 2n Batalló Chapaiew. De diversos països balcànics. Traslladats posteriorment a la 129a Brigada.
  - 3r Batalló Henri Vuillemin. Francesos. Traslladats posteriorment a la XIV Brigada.
  - 4t Batalló Mickiewicz Palafox. Polonesos.

- XIV Brigada, anomenada Marsellesa. Formada el desembre de 1936.
  - 1r Batalló Nou Nacions. Massacrada a Andújar, es fusionà posteriorment amb el Batalló Comuna de París.
  - 2n Batalló Domingo Germinal. Anarquistes espanyols i portuguesos.
  - 3r Batalló Henri Barbusse. Francesos.
  - 4t Batalló Pierre Brachet. Francesos.

- XV Brigada, anomenada Abraham Lincoln. Formada el gener de 1937.
  - 1r Batalló Dimitrov. Balcànics. Traslladats posteriorment a la 150a i després a la XIII Brigades.
  - 2n Batalló Britànic. Britànics.
  - 3r Batalló Abraham Lincoln. Nord-americans.
  - 4t Batalló Sis de febrer. Francesos i belgues. Traslladats posteriorment a la XIV Brigada.
  - Batalló Washington. Nord-americans. Fusionat amb el Batalló Abraham Lincoln.
  - Batalló Mackenzie-Papineau. Nord-americans, canadencs i irlandesos (Columna Connolly).

- 150a Brigada, anomenada Jarosław Dabrowski. Formada el juny de 1937.
  - 1r Batalló Rakosi. Hongaresos.

- 129a Brigada. Formada el febrer de 1938.
  - 1r Batalló Dimitrov. De diversos països balcànics.
  - 2n Batalló Đuro Đaković. Búlgars i iugoslaus.
  - 3r Batalló Masaryk. Txecoslovacs.

### La sanitat a les Brigades Internacionals
Les Brigades Internacionals disposaren dels seus propis hospitals de guerra, sovint equipats per donacions i recaptes organitzades per partits i sindicats d'esquerra a diversos països, on atengueren els seus ferits, així com d'altres soldats i població civil.
Foren nombrosos també els sanitaris voluntaris que els acompanyaren, com el metge comunista búlgar Zwetan Kristanow (Oscar Telge), responsable mèdic dels serveis sanitaris de les Brigades Internacionals, el metge txec Bedrich Kisch i la metgessa vienesa Françoise Riesel, cirurgians tots dos a l'Hospital de Benicàssim, el metge anglès Reginald Saxton, que treballà en precaris hospitals de campanya a Guadarrama, a la vall del Jarama o al front de l'Ebre, així com les infermeres Patience Edney i Ada Hodson, al front de l'Ebre, o la infermera negra nord-americana Salaria Kee, a Conca i a Múrcia.

## Brigadistes destacats

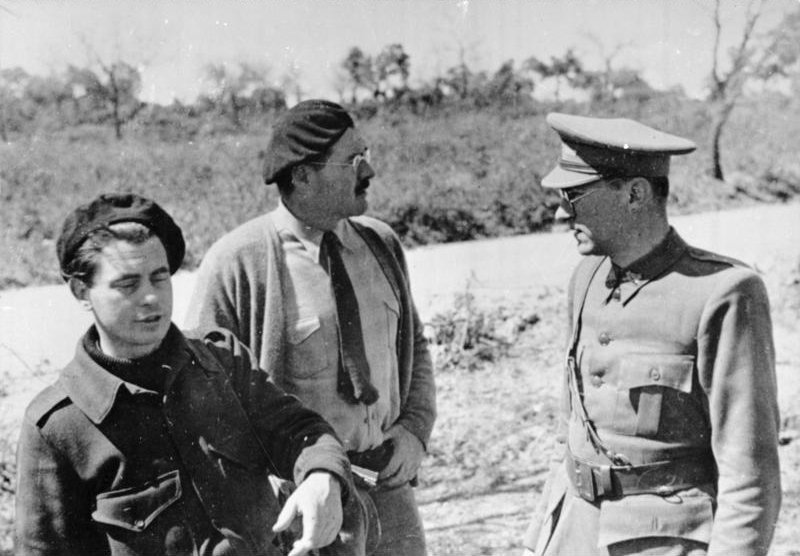
Joris Ivens i Ernest Hemingway amb Ludwig Renn, comandant de l'XI Brigada Internacional, durant la preparació del rodatge del documental The Spanish Earth

Acompanyant els brigadistes internacionals hi havia diversos voluntaris que més tard esdevindrien personalitats polítiques, com ara un jove Willy Brandt, futur president socialdemòcrata de la República Federal Alemanya o Josip Broz Tito, futur president de Iugoslàvia.
També s'hi allistaren diversos homes de lletres, com Ralph Fox, Charles Donnelly, John Cornford, Christopher Caudwell, Ludwig Renn o George Orwell. D'altres hi simpatitzaren i es convertiren en eficaços propagandistes, com Truman Capote o Ernest Hemingway. Alguns d'ells deixarien obres destacables inspirades per la seva estada al conflicte, com ara la novel·la Per qui toquen les campanes de Hemingway o el celebrat Homenatge a Catalunya en el cas d'Orwell. També nombrosos reporters de guerra estrangers seguiren les forces internacionals per explicar al món el seu sacrifici, com Gerda Taro i Robert Capa.
Entre els comandaments dels brigadistes alguns destacaren especialment, bé per la seva actuació organitzativa remarcable (André Marty, Luigi Longo, Henri Tanguy, Dezvo Reval Turai i d'altres), bé per la seva mort heroica en combat (Hans Beimler, Robert Hale Merriman, George Nathan, Oliver Law).

## Homenatges

### Himne de Marxa de les Brigades
Adaptació catalana sobre el text d'Erich Weinert i música composta per Carlos Palacio:
Hem nascut en una terra llunyana,
la portem al nostre cor.
Però no hem perdut la pàtria,
la nostra pàtria és avui davant Madrid!
Però no hem perdut la pàtria,
la nostra pàtria és avui davant Madrid!
Els germans d'Espanya són a les barricades,
els germans d'Espanya són pagesos i obrers.
Endavant les Brigades Internacionals,
amunt la bandera de la solidaritat!
Endavant les Brigades Internacionals,
amunt la bandera de la solidaritat!

### Monuments dedicats als brigadistes
Diverses ciutats del món han erigit monuments en record als soldats de les Brigades Internacionals:

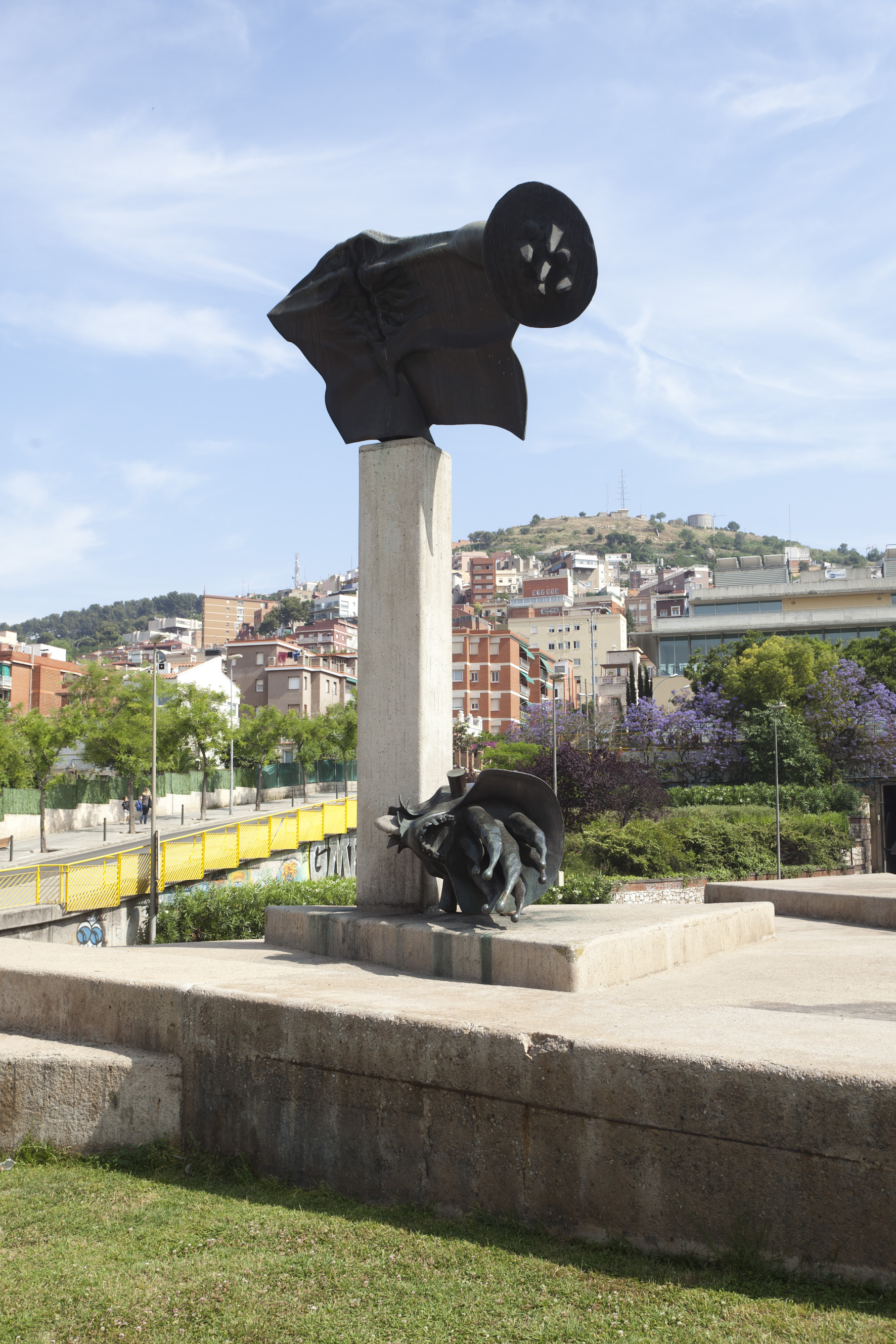
Barcelona
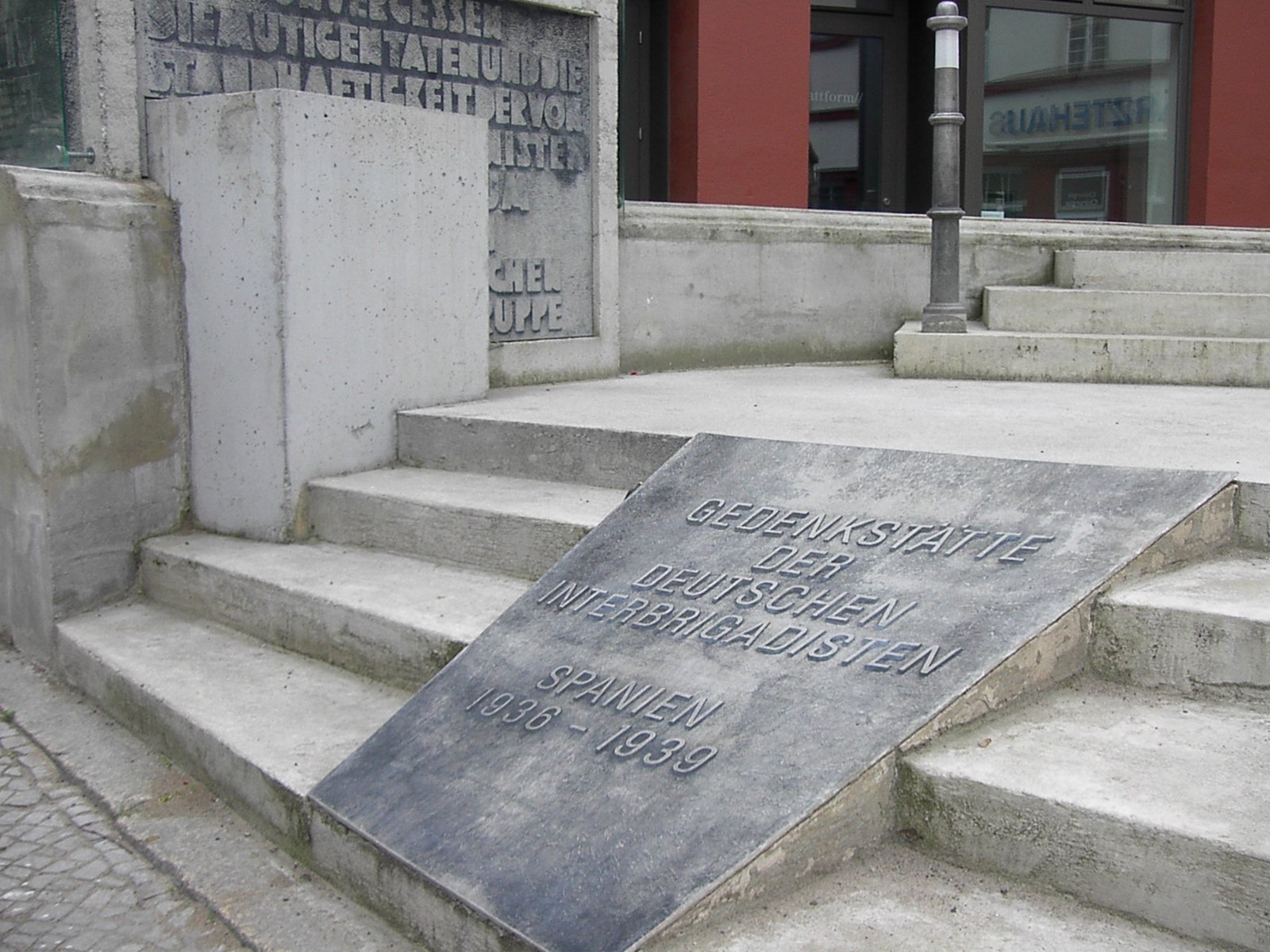
Berlín
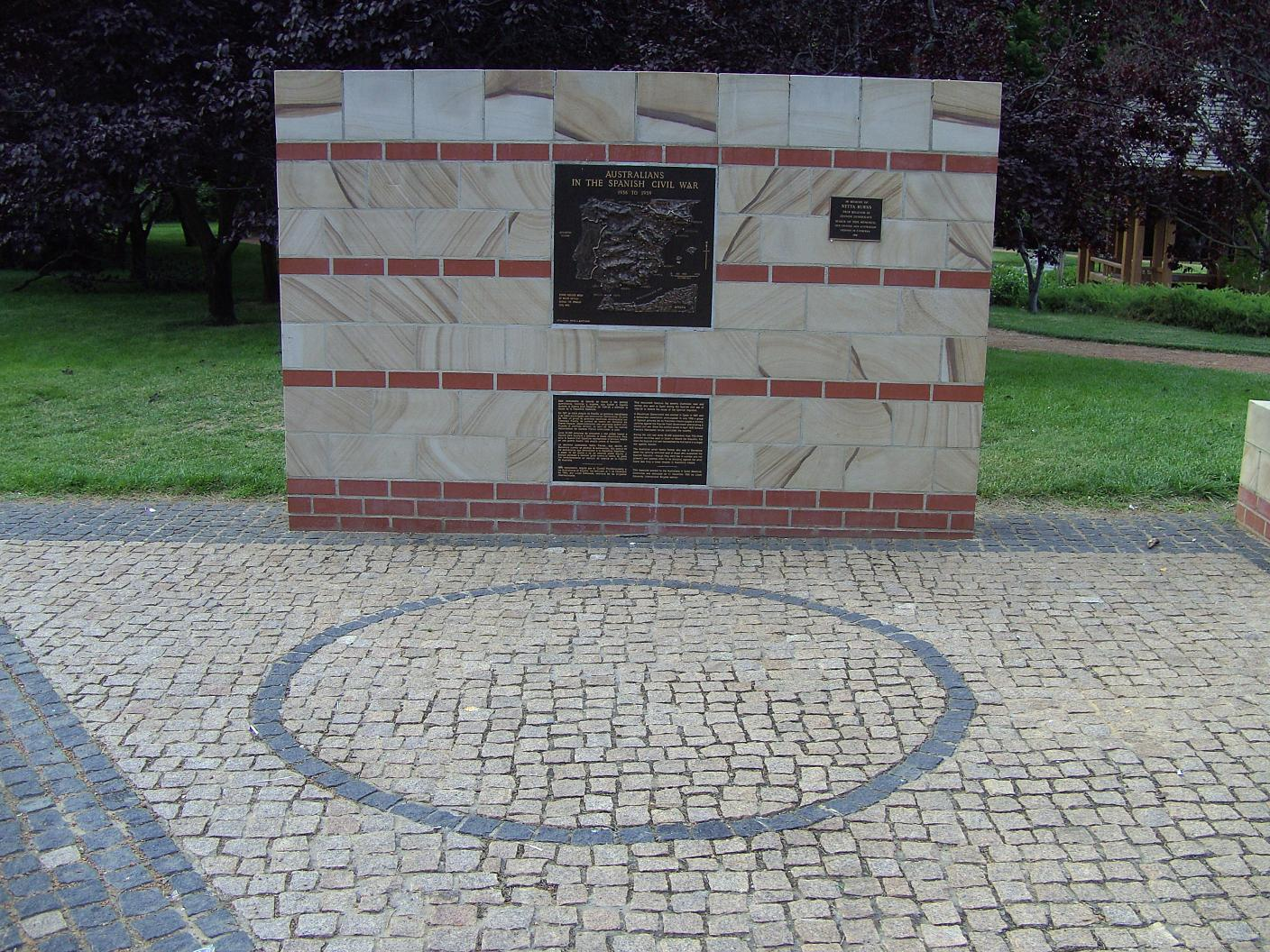
Canberra
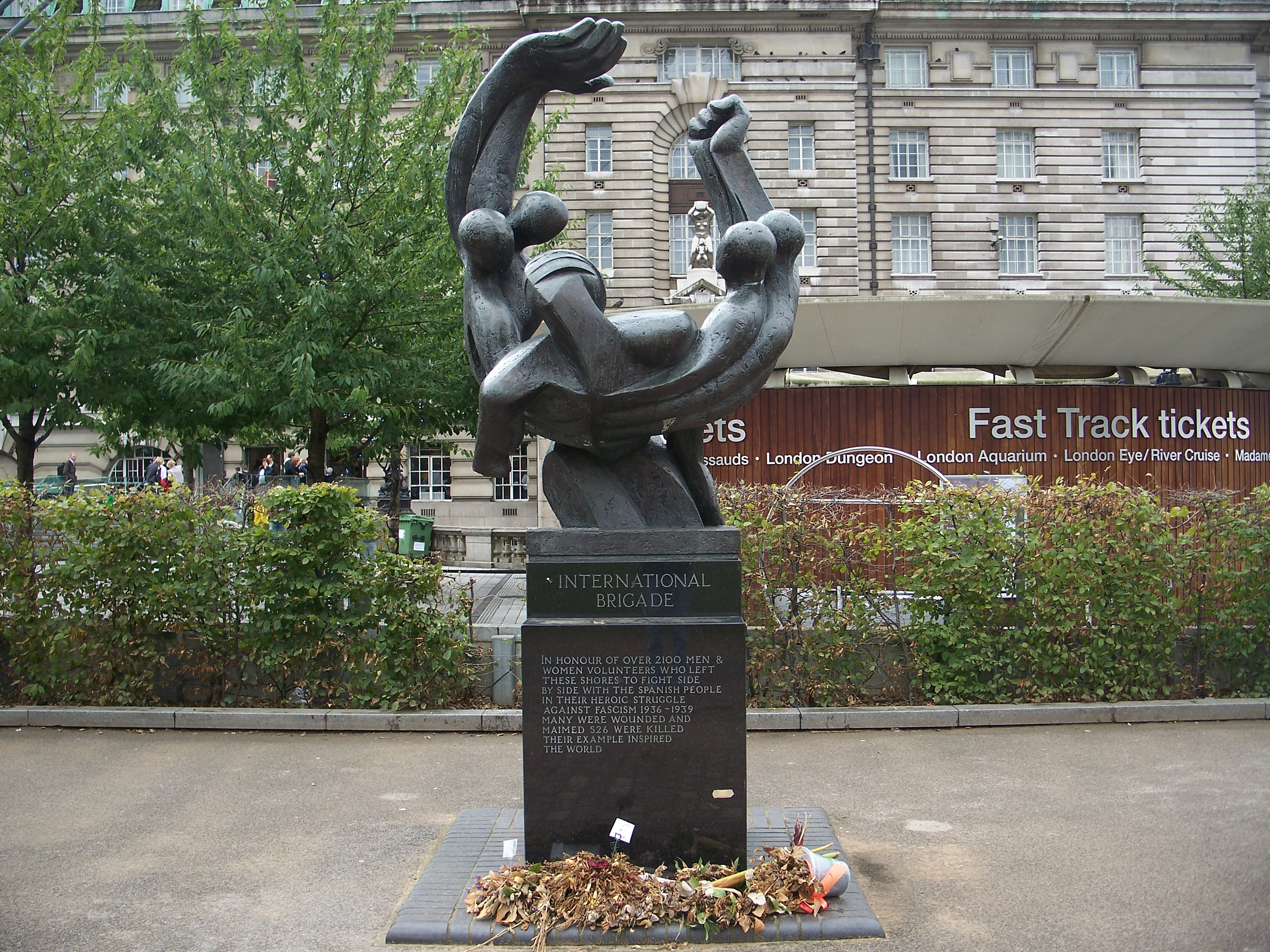
Londres
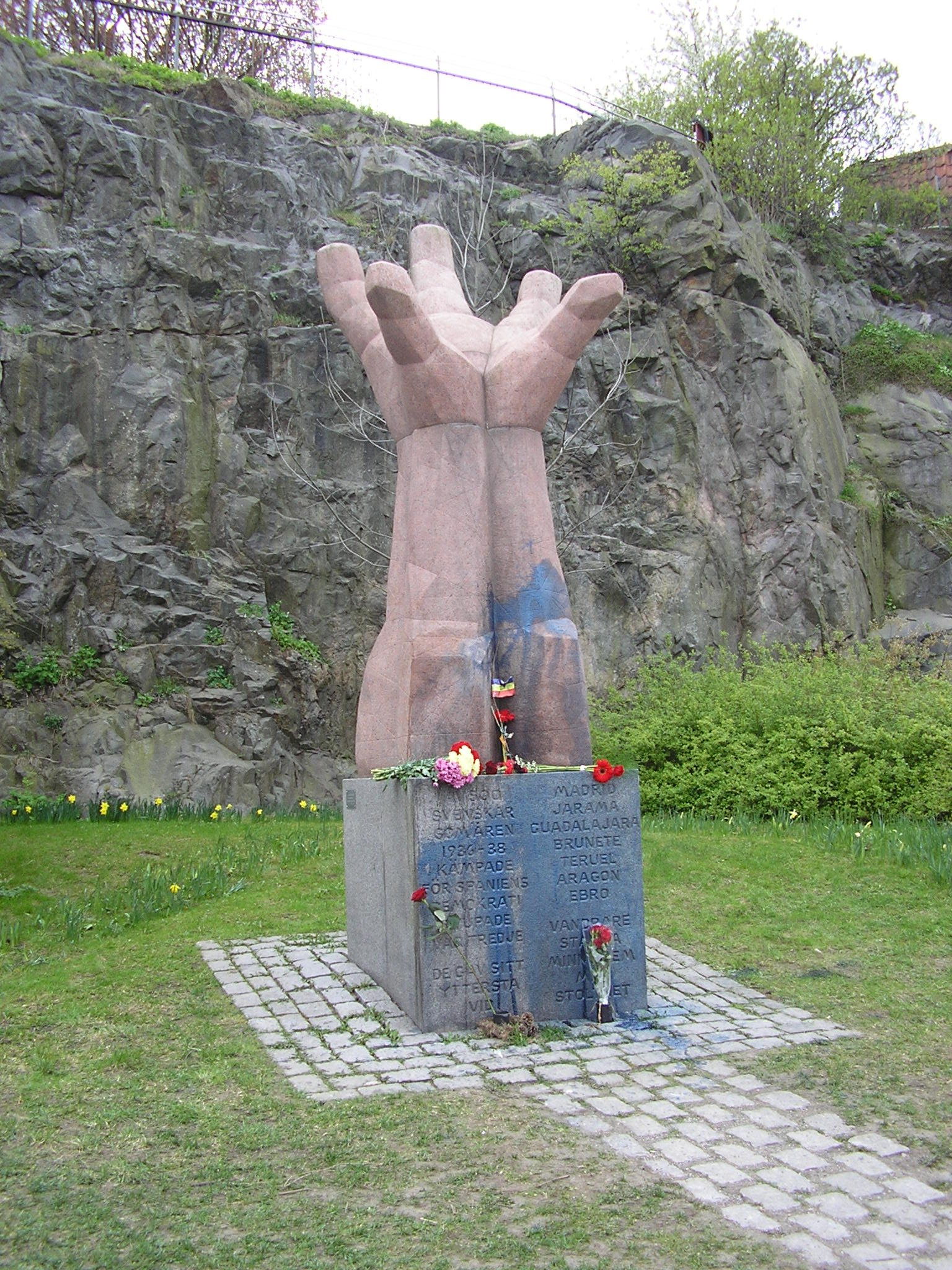
Estocolm
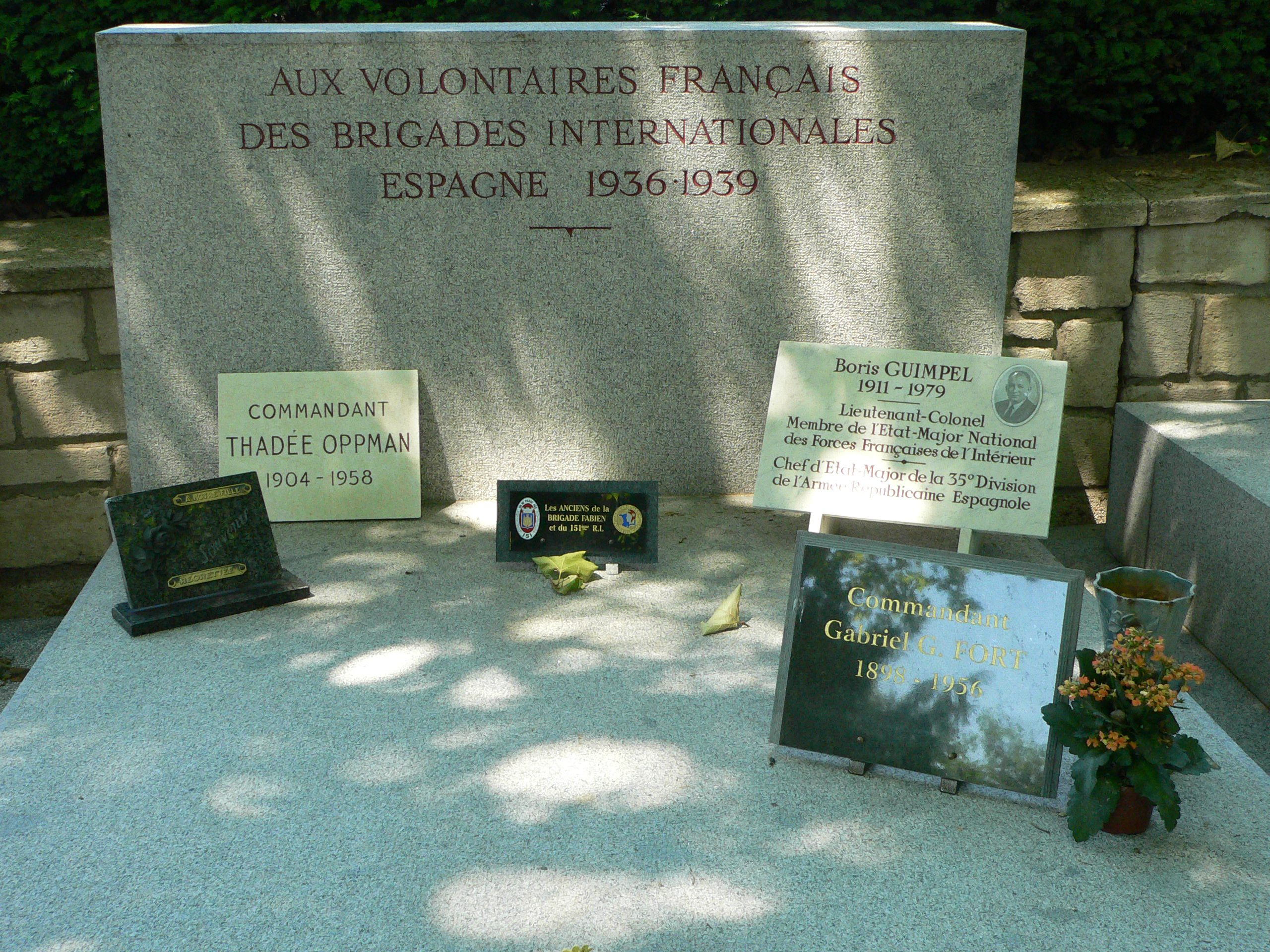
París
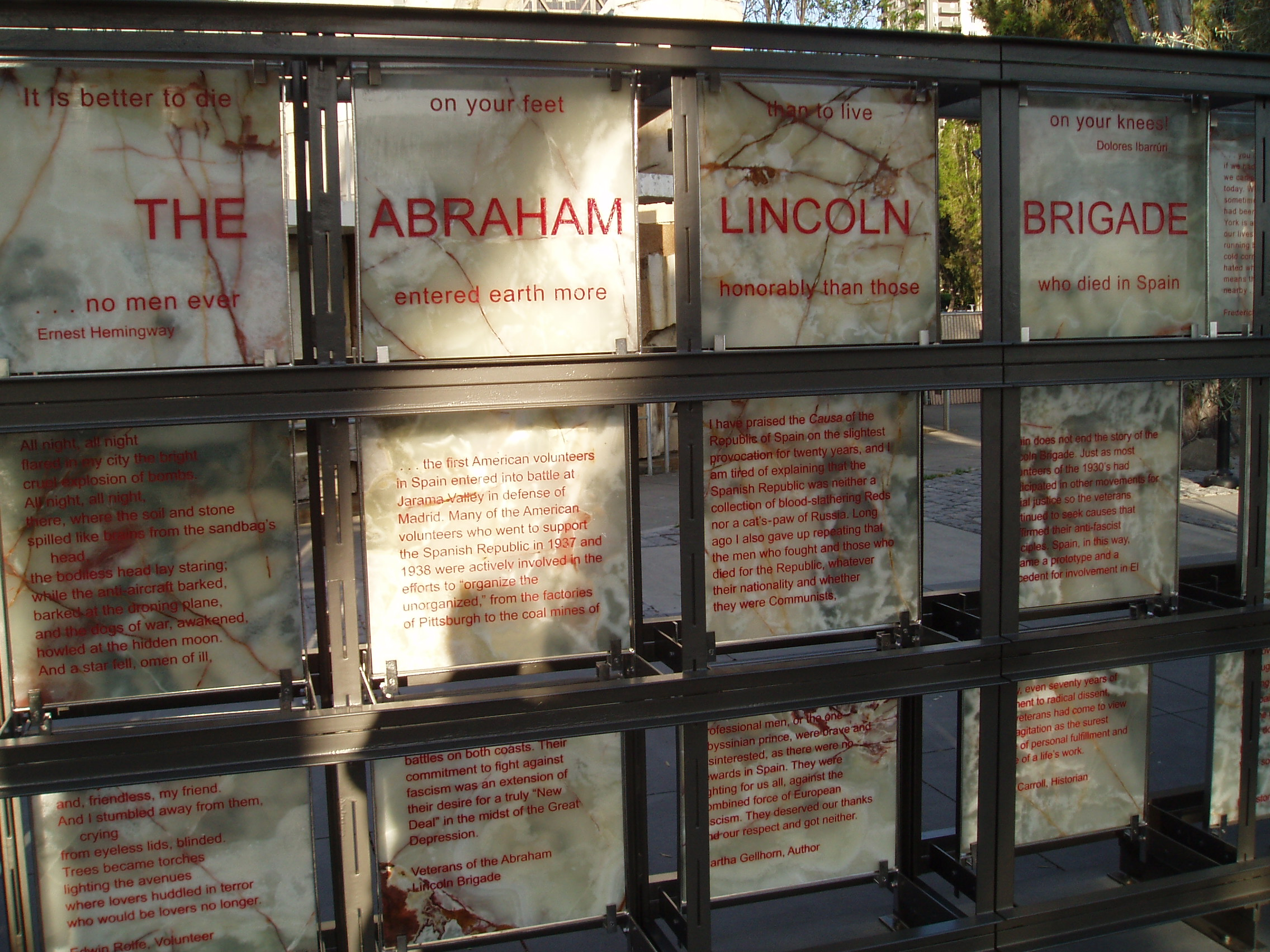
San Francisco
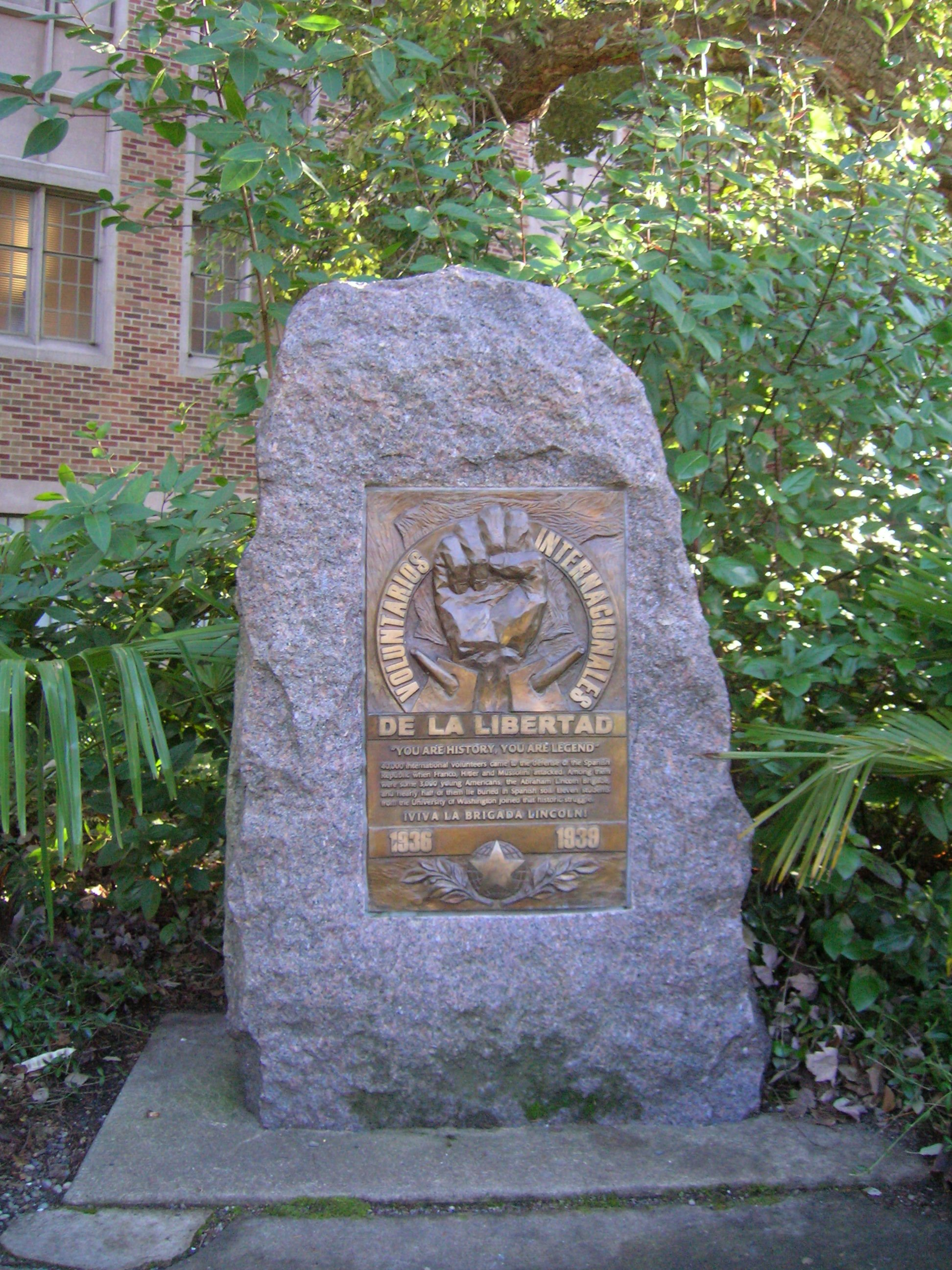
Seattle

### Homenatges dedicats als brigadistes
Al 1996 uns 450 brigadistes van visitar l'estat espanyol per a realitzar diversos actes i assistir a homenatges. A Catalunya van ser rebuts al Parlament on se'ls hi va fer una entrega simbòlica de la nacionalitat espanyola promesa pel president del govern republicà Juan Negrín en la seva retirada el 1938. Tot i que la proposta de naturalitzar els brigadistes havia estat aprovada per unanimitat del Congrés dels Diputats el 1995, la llei que ho permetia no va estar tramitada pel Consell de Ministres fins al gener de 2021.
Al novembre del 2018 en commemoració dels 80 anys de la seva fi, la Fatarella ha estat escenari de l'homenatge realitzat a les Brigades Internacionals que van participar en la Guerra Civil espanyola. Amb motiu d'aquesta data, es va fer una recreació històrica de l'últim combat de la batalla de l'Ebre.